# Базин, Егор Юрьевич
Его́р Ю́рьевич Ба́зин (род. 13 сентября 1995, Тольятти, Самарская область) — российский фигурист, выступающий в танцах на льду. В паре с Елизаветой Худайбердиевой — чемпион России (2023), двукратный серебряный призёр чемпионатов России (2024, 2025), бронзовый призёр чемпионата России (2022).
В паре с Софьей Евдокимовой — двукратный серебряный призёр Универсиад (2017, 2019), победитель турнира серии «Челленджер» Ice Star (2018), бронзовый призёр чемпионата России (2019).

## Карьера

### Выступления с Евдокимовой
Занимается фигурным катанием с 2001 года. С детства тренируется у Олега Судакова в СШОР №1 города Тольятти. После окончания школы Базин решил получить образование в области физической культуры, поскольку в будущем планирует остаться на льду и работать тренером. Он получил диплом бакалавра в Тольяттинском государственном университете.
Егор Базин встал в пару с Софьей Евдокимовой в 2007 году. Пара дебютировала в юниорской серии Гран-при в Австрии сезоне 2011—2012, заняв седьмое место. В сезоне 2013—2014 они выиграли свою первую медаль юниорского Гран-при бронзу в Мексике.
В 2014 году фигуристы заняли четвёртые места на юниорском Гран-при: в Чехии и в Германии.
В феврале 2015 года пара завоевала бронзовые медали на Первенстве России среди юниоров. В марте спортсмены выступили на чемпионате мира среди юниоров, где заняли 10 место. В августе 2015 года завоевали бронзовую медаль в юниорской серии Гран-при в Латвии. В октябре 2015 года выиграли турнир Ice Star. В январе 2016 года на первенстве России среди юниоров заняли 4 место.
В ноябре приняли участие в третьем этапе серии Гран-при Rostelecom Cup, где пара заняла 9 место. В декабре выступили на турнире серии «Челленджер» Золотой конёк Загреба, где заняли 9 место. В декабре 2016 года фигуристы приняли участие в чемпионате России, где заняли 6 место. В феврале 2017 года фигуристы завоевали серебряные медали на зимней Универсиаде.
В ноябре 2017 года фигуристы выступили на турнире «Челленджер» Tallin Trophy, где заняли 4 место. В декабре 2017 года заняли пятое место на чемпионате России.
В октябре 2018 года спортсмены приняли участие в турнире «Челленджер» Finlandia Trophy, в котором заняли 7 место. В октябре 2018 года спортсмены выиграли турнир Ice Star. В ноябре выступили на этапе Гран-при Rostelecom Cup, в котором заняли 4 место. В конце ноября приняли участие в турнире Tallinn Trophy, где заняли 4 место. В декабре фигуристы выступили на чемпионате России и стали бронзовыми призёрами чемпионата. В январе 2019 года участвовали на чемпионате Европы, где в короткой программе расположились на 11 месте с 66,65 баллов, в произвольной программе стали 8 с 108,97 баллов, в итоге Софья и Егор заняли 9 место с суммой баллов 175,62. В марте 2019 года приняли участие в зимней Универсиаде, где фигуристы завоевали серебряные медали.
В сентябре 2019 года фигуристы выступили на турнире «Челленджер» мемориал Ондрея Непелы, где заняли 7 место. В октябре приняли участие во втором этапе Гран-при Skate Canada International, где заняли 9 место. В ноябре участвовали в четвёртом этапе Гран-при Cup of China, где заняли 6 место. На чемпионате России, заняли 7 место.
1 марта 2020 года стало известно, что Евдокимова и Базин распались.

### Выступления с Худайбердиевой
Худайбердиева и Базин дебютировали на первом этапе Кубка России в Сызрани, где завоевали золотые медали. На следующим третьем этапе Кубка России в Сочи, завоевали серебряные медали. В ноябре фигуристы приняли участие в этапе Гран-при Rostelecom Cup, где заняли 4 место. В декабре выступили на чемпионате России, где заняли 5 место.
В октябре 2021 года приняли участие в турнире «Челленджер» Мемориал Дениса Тена, где фигуристы завоевали бронзовые медали. В ноябре выступили в турнире «Челленджер» Volvo Open Cup, который уверенно выиграли с отрывом общей суммы баллов 26,12. В ноябре участвовали на этапе Гран-при Rostelecom Cup в Сочи, где заняли 8 место. В декабре выступили на чемпионате России, где стали бронзовыми призёрами чемпионата.
В октябре 2022 года фигуристы участвовали во втором этапе Гран-при России «Бархатный сезон» в Сочи, где завоевали золотые медали. В ноябре выступили на пятом этапе Гран-при России «Волжский пируэт» в Самаре, где завоевали золотые медали. В декабре выступили на чемпионате России, где стали чемпионами России .
В сезоне 2024-2025 года стали серебряными призерами Чемпионата России.
В апреле 2025 года Елизавета и Егор объявили о завершении спортивной карьеры.

## Программы
С Елизаветой Худайбердиевой
| Сезон     | Ритм-танец | Произвольный танец                                                               | Показательные номера   |
| --------- | --- | -------------------------------------------------------------------------------- | ---------------------- |
| 2023—2024 | - Stop! Сэм Браун - Kiss Art of Noise feat. Том Джонс                                                                | - I Will Always Love You Уитни Хьюстон в исполнении Чейз Холфелдер               |                        |
| 2022—2023 | - California Dreamin’ The Mamas & the Papas в исполнении Хосе Фелисиано - I Like It Like That C.F.D.                 | - Sweet Dreams Eurythmics хореография: Ева Уварова                               |                        |
| 2021—2022 | - Блюз: Come Together в исполнении Гари Кларк мл. и Junkie XL - Диско: It's Raining Men в исполнении Джери Холлиуэлл | - Lose Yourself в исполнении Дэвид Гарретт - Rain, In Your Black Eyes Эцио Боссо |                        |
| 2020—2021 | - Чарльстон: George Valentin (из фильма «Артист») - Квикстеп: Sing, Sing, Sing Бенни Гудмен                          | - Experience Людовико Эйнауди - Ni**as in Paris (Piano) Jay-Z и Канье Уэст       | - Чарли Чаплин попурри |

С Софьей Евдокимовой
| Сезон     | Ритм-танец | Произвольный танец                                                                          |
| --------- | --- | ------------------------------------------------------------------------------------------- |
| 2019—2020 | - Блюз, Квикстеп: 42nd Street (из фильма «42-я улица») Гарри Уоррен и Эл Дубин                                      | - Remembrances (из фильма «Список Шиндлера») Джон Уильямс - La terre vue du ciel Арман Амар |
| 2018—2019 | - Танго: Come Together в исполнении Marea Tango - Хип-хоп: Imma Be в исполнении The Black Eyed Peas                 | - Nocturne Secret Garden - Sarabande Suite Globus                                           |
|           | Короткий танец |                                                                                             |
| 2017—2018 | - Румба: Historia de un Amor - Самба: Arrasando в исполнении Талия                                                  | - Ave Maria Thomas Spencer-Wortley                                                          |
| 2016—2017 | - Блюз: Minnie the Moocher в исполнении Big Bad Voodoo Daddy - Свинг: Big and Bad в исполнении Big Bad Voodoo Daddy | - Hip Hip Chin Chin в исполнении Club des Belugas - Temptation в исполнении Дайана Кролл    |
| 2015—2016 | - Вальс: Вальс № 2 Дмитрий Шостакович - Марш: Polish polka medley                                                   | - Ромео + Джульетта Крэйг Армстронг, Нелли Хупер                                            |
| 2014—2015 | - Самба: Paxi Ni Ngongo Bonga - Румба - Самба                                                                       | - The best of Горан Брегович                                                                |
| 2013—2014 | - Hava Nagila - Sixteen Tons                                                                                        | - Малагенья Эрнесто Лекуона                                                                 |
| 2012—2013 | - Блюз - Свинг | - Gangs of New York Говард Шор                                                              |
| 2011—2012 | - Ча-ча-ча: Pao Pao Элли Коккину - Mambo Mambo Лу Бега                                                              | - Яблочко (из балета «Красный мак») Рейнгольд Глиэр                                         |

## Спортивные достижения
(с Елизаветой Худайбердиевой)
| Соревнования                     | 20/21         | 21/22         | 22/23         | 23/24         | 24/25         |
| Международные                    | Международные | Международные | Международные | Международные | Международные |
| -------------------------------- | ------------- | ------------- | ------------- | ------------- | ------------- |
| Этапы Гран-при: Rostelecom Cup   | 4             | 8             |               |               |               |
| Челленджер. Мемориал Дениса Тена |               | 3             |               |               |               |
| Volvo Open Cup                   |               | 1             |               |               |               |
| Национальные                     |               |               |               |               |               |
| Чемпионат России                 | 5             | 3             | 1             | 2             | 2             |
| Этапы Кубка России. I этап       | 1             | 1             |               |               |               |
| Этапы Кубка России. III этап     | 2             | 1             |               |               |               |
| Этапы Гран-при России. I этап    |               |               |               | 1             |               |
| Этапы Гран-при России. II этап   |               |               | 1             |               |               |
| Этапы Гран-при России. V этап    |               |               | 1             | 1             |               |
| Национальные командные           |               |               |               |               |               |
| Кубок Первого канала             | 1             |               |               |               |               |

(с Софьей Евдокимовой)
| Соревнования                        | 11/12         | 12/13         | 13/14         | 14/15         | 15/16         | 16/17         | 17/18         | 18/19         | 19/20         |
| Международные                       | Международные | Международные | Международные | Международные | Международные | Международные | Международные | Международные | Международные |
| ----------------------------------- | ------------- | ------------- | ------------- | ------------- | ------------- | ------------- | ------------- | ------------- | ------------- |
| Чемпионат Европы                    |               |               |               |               |               |               |               | 9             |               |
| Этапы Гран-при: Rostelecom Cup      |               |               |               |               |               | 9             |               | 4             |               |
| Этапы Гран-при: Cup of China        |               |               |               |               |               |               |               |               | 6             |
| Этапы Гран-при: Skate Canada        |               |               |               |               |               |               |               |               | 9             |
| Челленджер. Tallinn Trophy          |               |               |               |               |               |               | 4             | 4             |               |
| Челленджер. Finlandia Trophy        |               |               |               |               |               |               |               | 7             |               |
| Челленджер. Мемориал Ондрея Непелы  |               |               |               |               |               |               |               |               | 7             |
| Челленджер. Золоток конёк Загреба   |               |               |               |               |               | 9             |               |               |               |
| Зимняя Универсиада                  |               |               |               |               |               | 2             |               | 2             |               |
| Bosphorus Istanbul Cup              |               |               |               |               |               |               |               |               | 3             |
| Ice Star                            |               |               |               |               | 1 юн.         | 3             |               | 1             |               |
| Egna Dance Trophy                   |               |               |               |               |               |               | 3             |               |               |
| Международные среди юниоров         |               |               |               |               |               |               |               |               |               |
| Чемпионат мира среди юниоров        |               |               |               | 10            |               |               |               |               |               |
| Этапы юниорского Гран-при: Австрия  | 7             |               |               |               | 5             |               |               |               |               |
| Этапы юниорского Гран-при: Латвия   |               |               |               |               | 3             |               |               |               |               |
| Этапы юниорского Гран-при: Германия |               |               |               | 4             |               |               |               |               |               |
| Этапы юниорского Гран-при: Чехия    |               |               | 4             | 4             |               |               |               |               |               |
| Этапы юниорского Гран-при: Мексика  |               |               | 3             |               |               |               |               |               |               |
| Этапы юниорского Гран-при: Словения |               | 7             |               |               |               |               |               |               |               |
| Этапы юниорского Гран-при: Франция  |               | 5             |               |               |               |               |               |               |               |
| Национальные                        |               |               |               |               |               |               |               |               |               |
| Чемпионат России                    |               |               |               |               |               | 6             | 5             | 3             | 7             |
| Финал Кубка России                  | 1             | 3             |               |               |               |               |               |               |               |
| Первенство России среди юниоров     | 6             | 5             |               | 3             | 4             |               |               |               |               |